# COMMD3-BMI1
COMMD3-BMI1‏ (BMI1 proto-oncogene, polycomb ring finger) هوَ بروتين يُشَفر بواسطة جين COMMD3-BMI1 في الإنسان.